# Dušična bakterija
Dušične oz. dušikove (tudi nitrifikacijske) bakterije so skupina bakterij, ki so sposobne absorbirati prosti dušik iz zraka in ga z oksidacijo vezati v dušikovo kislino ali nitrate (proces nitrifikacije). Sem spadajo na primer bakterije iz rodov Nitrosomonas in Nitrobacter.
S tem, ko pretvorijo prosti dušik v obliko, ki so jo sposobne uporabiti rastline, sodelujejo v procesu nastanka beljakovin in aminokislin. Sodelujejo pa tudi pri razkroju dušikovih spojin v odpadkih v naravi, ko iz beljakovin in aminokislin nastanejo nitrati, ki ostanejo v prsti. 
So zelo razširjene v tleh in vodi, ne najdemo jih predvsem tam, kjer je prisotna velika količina amoniaka. Primer so območja, kjer poteka množična razgradnja organskih snovi – onesnažena jezera in potoki z veliko vsebnostjo odplak, odpadne vode, čistilne naprave ... Ocenjujejo, da vežejo tudi 20 kg dušika na hektar njiv, če na njih rastejo primerne rastline. Temperatura za optimalno rast dušičnih bakterij je med 25 in 30 °C.